# Distrito de Toguz-Toro
El distrito de Toguz-Toro (en kirguís: Тогуз-торо району) es uno de los rayones (distrito) de la provincia de Jalal-Abad en Kirguistán. Tiene como capital la ciudad de Kazarman.
- Datos: Q754798
- Multimedia: Toguz-Toro District / Q754798